# Nikołaj Sapożnikow
Nikołaj Iwanowicz Sapożnikow (ros. Никола́й Ива́нович Сапо́жников, ur. 5 sierpnia 1949 we wsi Staryj Nikolsk w rejonie agryskim) – radziecki i rosyjski polityk, działacz komunistyczny.

## Życiorys
Od 1968 pracował w fabryce radiowej w Iżewsku, od 1969 należał do KPZR, 1978 ukończył Iżewski Instytut Mechaniczny. Od 1983 funkcjonariusz partyjny, 1988-1990 I sekretarz Komitetu Miejskiego KPZR w Iżewsku, 1990 ukończył Akademię Nauk Społecznych przy KC KPZR i został kandydatem nauk ekonomicznych, 1990-1991 był I sekretarzem Udmurckiego Komitetu Republikańskiego KPZR. Jednocześnie 1990-1991 członek KC KPZR, 1991-1995 zastępca dyrektora Udmurckiej Filii Instytutu Ekonomii Uralskiego Oddziału Rosyjskiej Akademii Nauk, od 1993 I sekretarz Udmurckiej Republikańskiej Organizacji KPFR. 1995-1996 deputowany Dumy Państwowej Republiki Udmurcji, jednocześnie od 1995 deputowany Dumy Państwowej Federacji Rosyjskiej, członek frakcji KPFR, w 2000, 2003, 2007 i 2011 uzyskał reelekcję. Członek KC KPFR. Odznaczony Orderem Przyjaźni Narodów.